# كاظم الرواف
كاظم عبد الوهاب عبد العزيز الرواف هو حقوقي وسياسي عراقي سابق ولد في بغداد عام ١٩١٦.
عمل حاكما في المحاكم الرسمية، ثم شغل منصب متصرف (محافظ) كربلاء سنة 1963الى 1964 لمدة 6 أشهر.
شغل منصب وزير العدل للفترة 24 أيلول 1965 إلى 6 آب 1966.
ولكونه كان وزيرا للعدل تلك الفترة فقد شغل رئاسة اللجنة التحقيقية في مصرع الرئيس عبد السلام عارف.